# تان‌چاو (آن‌جانگ)
تان‌چاو (به ویتنامی: Tân Châu) یک شهرک در ویتنام است که در استان آن‌جانگ واقع شده‌است.

## خصوصیات
تان‌چاو ۱۷۶٫۷۰ کیلومترمربع مساحت و ۱۴۱٬۳۴۲ نفر جمعیت دارد.

## تقسیمات اداری
شهرک تان‌چاو به ۵ ناحیه و ۱۰ قصبه تقسیم شده است.
- ‌ ناحیه‌ها (Phường)
  - لونگ‌تان (Long Thạnh)
  - لونگ‌چاو (Long Châu)
  - لونگ‌سون (Long Sơn)
  - لونگ‌فو (Long Phú)
  - لونگ‌هینگ (Long Hưng)

- قصبه‌ها (xã)
  - تان‌آن (Tân An)
  - تان‌تان (Tân Thạnh)
  - چاوفونگ (Châu Phong)
  - فولوک (Phú Lộc)
  - فووین (Phú Vĩnh)
  - لونگ‌آن (Long An)
  - له‌چان (Lê Chánh)
  - وین‌سیونگ (Vĩnh Xương)
  - وین‌هوا (Vĩnh Hòa)